# Liste der Kulturdenkmale in Mulfingen
In der Liste der Kulturdenkmale in Mulfingen sind unbewegliche Bau- und Kunstdenkmale aller Ortsteile von Mulfingen aufgeführt. Die Gemeinde Mulfingen besteht neben dem Hauptort Mulfingen aus dem Ortsteilen Ailringen, Buchenbach, Eberbach, Hollenbach, Jagstberg, Simprechtshausen und Zaisenhausen. Grundlage für diese Liste ist die vom Regierungspräsidium Stuttgart herausgegebene Liste der Bau- und Kunstdenkmale.
Diese Liste ist nicht rechtsverbindlich. Eine rechtsverbindliche Auskunft ist lediglich auf Anfrage bei der Unteren Denkmalschutzbehörde der Gemeinde Mulfingen erhältlich.

## Bau- und Kulturdenkmale der Gemeinde Mulfingen

### Mulfingen (Hauptort)
Bau-, Kunst- und Kulturdenkmale im Hauptort Mulfingen mit dem Dorf Mulfingen (⊙), dem Weiler Ochsental (⊙) und den Wohnplätzen Bachmühle (⊙) und Badhaus (⊙):
| Bild           | Bezeichnung      | Lage                                        | Datierung | Beschreibung                                                | ID                       |
| -------------- | ---------------- | ------------------------------------------- | --------- | ----------------------------------------------------------- | ------------------------ |
| Weitere Bilder | St. Kilian       | Kirchweg 4 (Karte)                          |           | Pfarrkirche St. Kilian                                      | Wikidata-Objekt anzeigen |
| Weitere Bilder | St.-Anna-Kapelle | Riedweg 1 (Karte)                           |           | St.-Anna-Kapelle                                            |                          |
|                | Mariengrotte     | Riedweg 1, bei der St.-Anna-Kapelle (Karte) |           | Mariengrotte, auch Lourdesgrotte, bei der Kapelle St. Anna. |                          |
|                | Kruzifix         |                                             |           | Kruzifix                                                    |                          |
|                | Bildstock        |                                             |           | Bildstock                                                   |                          |

### Ailringen
Bau-, Kunst- und Kulturdenkmale in Ailringen mit dem Dorf Ailringen (⊙):
| Bild           | Bezeichnung          | Lage                                              | Datierung | Beschreibung | ID                       |
| -------------- | -------------------- | ------------------------------------------------- | --------- | --- | ------------------------ |
|                | Kapelle St. Bernhard | Hollenbacher Straße (Karte)                       |           | Kapelle St. Bernhard in Ailringen |                          |
|                | Bildstock            | Hollenbacher Straße, bei der Kapelle St. Bernhard |           | Bildstock |                          |
|                | Altes Amtshaus       | Kirchbergweg 3 (Karte)                            |           | Altes Amtshaus in Ailringen. Das aus dem 16. Jahrhundert stammende Gebäude wurde von Reinhold Würth gekauft, in den Jahren 1994 bis 1997 von Grund auf renoviert und zu einem Hotel und Restaurant umgebaut. |                          |
|                | Wegkreuz             | Marienstraße 9 (Karte)                            |           | Wegkreuz |                          |
| Weitere Bilder | St. Martin           | Röthelweg (Karte)                                 |           | katholische Kirche St. Martin in Ailringen | Wikidata-Objekt anzeigen |
|                | Rathaus              |                                                   |           | Rathaus am Marienplatz in Ailringen. Das Gebäude stammt aus den Jahren 1578/1579 und wurde 1986 bis 1991 umfassend renoviert. Besonders beachtenswert sind die Arkaden und das Schmuckfachwerk im Ostgiebel. |                          |
|                | Fachwerkhaus         |                                                   |           | Fachwerkhaus |                          |

### Buchenbach
Bau-, Kunst- und Kulturdenkmale in Buchenbach mit dem Dorf Buchenbach (⊙) sowie den Weilern Berndshofen (⊙), Bodenhof (⊙), Heimhausen (⊙) und Oberer Railhof (⊙):
| Bild           | Bezeichnung         | Lage                        | Datierung | Beschreibung                                                 | ID |
| -------------- | ------------------- | --------------------------- | --------- | ------------------------------------------------------------ | -- |
| Weitere Bilder | Evangelische Kirche | Georg-Böhringer-Weg (Karte) |           | Evangelische Kirche Buchenbach, St. Maria und alle Heiligen. |    |
| Weitere Bilder | Burg Buchenbach     | Schloßbergweg (Karte)       |           | Burg Buchenbach                                              |    |
|                | Gasthaus zum Ochsen |                             |           | Gasthaus zum Ochsen                                          |    |
|                | Herrenhaus          |                             |           | Herrenhaus                                                   |    |

### Eberbach
Bau-, Kunst- und Kulturdenkmale in Eberbach mit dem Dorf Eberbach (⊙):
| Bild | Bezeichnung           | Lage                                 | Datierung | Beschreibung          | ID |
| ---- | --------------------- | ------------------------------------ | --------- | --------------------- | -- |
|      | Kapelle               | Hirtengäßle, Unterer Mühlweg (Karte) |           | Kapelle               |    |
|      | Dorfgemeinschaftshaus |                                      |           | Dorfgemeinschaftshaus |    |

### Hollenbach
Bau-, Kunst- und Kulturdenkmale in Hollenbach mit dem Dorf Hollenbach (⊙) und den Wohnplätzen Albertshöfe (⊙) und Azenweiler (⊙):
| Bild           | Bezeichnung     | Lage                 | Datierung | Beschreibung | ID |
| -------------- | --------------- | -------------------- | --------- | --- | -- |
| Weitere Bilder | Stephanuskirche | An der Linde (Karte) | 1200      | Stephanuskirche Hollenbach, 1200 (13. Jahrhundert).                                                                      |    |
|                | Kriegerdenkmal  | An der Linde (Karte) |           | Kriegerdenkmal unter der Linde in Mulfingen-Hollenbach für die Gefallenen und Vermissten des Dorfes im Ersten Weltkrieg. |    |

### Jagstberg
Bau-, Kunst- und Kulturdenkmale in Jagstberg mit dem Dorf Jagstberg (⊙) und den Weilern Hohenrot (⊙), Seidelklingen (⊙) und Unterer Railhof (⊙):
| Bild           | Bezeichnung        | Lage                            | Datierung | Beschreibung                                 | ID                       |
| -------------- | ------------------ | ------------------------------- | --------- | -------------------------------------------- | ------------------------ |
| Weitere Bilder | St. Burchard       | Bergstraße 20 (Karte)           |           | Katholische Kirche St. Burchard in Jagstberg | Wikidata-Objekt anzeigen |
|                | Burgrest Jagstberg | Burgweg (Karte)                 |           | Ruine der Burg Jagstberg                     |                          |
|                | Wegkreuz           | Hohenlohestraße, L 1022 (Karte) |           | Wegkreuz                                     |                          |

### Simprechtshausen
Bau-, Kunst- und Kulturdenkmale in Simprechtshausen mit dem Dorf Simprechtshausen (⊙):
| Bild           | Bezeichnung        | Lage                                            | Datierung | Beschreibung                                  | ID |
| -------------- | ------------------ | ----------------------------------------------- | --------- | --------------------------------------------- | -- |
| Weitere Bilder | St. Peter und Paul | Kirchplatz 2 (Karte)                            |           | St. Peter und Paul Kirche in Simprechtshausen |    |
|                | Kapelle La Salette | Kirchplatz, Sebastian-Wunderlich-Straße (Karte) |           | Kapelle La Salette                            | BW |
|                | Wegkreuz           | Triebweg 4 (bei) (Karte)                        |           | Wegkreuz                                      |    |

### Zaisenhausen
Bau-, Kunst- und Kulturdenkmale in Zaisenhausen mit dem Dorf Zaisenhausen (⊙) und dem Weiler Staigerbach (⊙):
| Bild | Bezeichnung   | Lage                  | Datierung | Beschreibung                                 | ID |
| ---- | ------------- | --------------------- | --------- | -------------------------------------------- | -- |
|      | Mariengrotte  | Grottenweg (Karte)    |           | Mariengrotte, auch Lourdesgrotte             |    |
|      | St. Georg     | Nepomukstraße (Karte) |           | katholische Kirche St. Georg in Zaisenhausen |    |
|      | Nepomukbrücke | (Karte)               |           | Nepomukbrücke, historische Brücke.           |    |
|      | Nepomukstatue |                       |           | Nepomukstatue                                |    |